# Gunslinging Birds
Gunslinging Birds ist ein Jazz-Album der Mingus Big Band, das Mitte 1994 in Frankreich aufgenommen wurde und 1995 bei Dreyfus Jazz erschien. Die Arrangements stammen von Ronnie Cuber, Steve Slagle, Gunther Schuller, Jack Walrath und Charles Mingus.

## Das Album
Das dritte Album der zu diesem Zeitpunkt 15-köpfigen Mingus Big Band (nach Nostalgia in Times Square von 1993) entstand am Ende der ersten Europatournee der Big Band im Juli 1994 im südfranzösischen Château de Miraval in Correns. Das Titelstück Gunslinging Bird mit dem Untertitel If Charlie Parker Were a Gunslinger There’d Be a Whole of Dead Copycats hatte Mingus dem 1955 verstorbenen Bebop-Saxophonisten gewidmet und erschien erstmals 1959 auf dem Mingus-Album Mingus Dynasty. Das Arrangement stammt von Steve Slagle, ebenso wie das des folgenden – ebenfalls an Charlie „Bird“ Parker erinnernden – Titels, Reincarnation of a Lovebird (vom Album The Clown von 1957), mit Slagle (Altsaxophon) und Randy Brecker (Trompete) als Solisten.

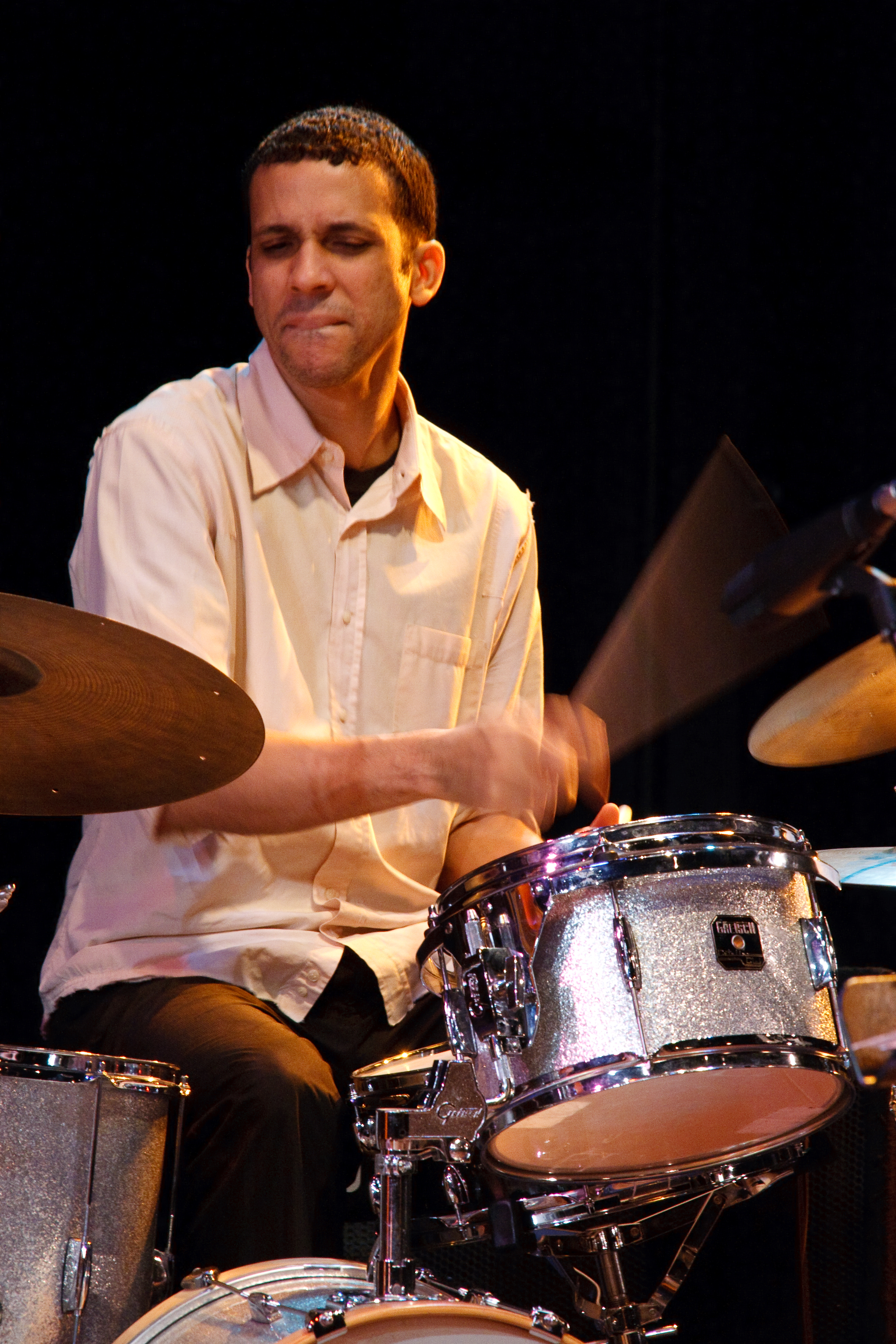
Adam Cruz (2009), der seine Karriere in der Mingus Big Band begann

O.P. (eigentlich „Oscar Pettiford Junior“) hatte Mingus dem Sohn des 1960 verstorbenen Bassisten Oscar Pettiford gewidmet; Craig Handy (Posaune) und Chris Potter (Altsaxophon) sind hier die Solisten.
Please Don’t Come Back from the Moon (auch „Pinky“) entstand Anfang der 1960er Jahre und wurde von der Mingus-Band u. a. beim Town Hall Concert im Oktober 1963 gespielt. Das Arrangement stammt von Gunther Schuller, der diese Fassung im Vergleich zu seiner Version auf dem fünf Jahre zuvor entstandenen Epitaph-Album leicht kürzte. Steve Slagle besorgte das Arrangement für den Mingus-Klassiker Fables of Faubus (1959); neben Slagle ist der Trompeter Philip Harper der Solist. Die Band übernahm das Mingus-Originalarrangement von Jump Monk, eine Komposition aus den 1950er Jahren (Mingus at the Bohemia) und dem Pianisten Thelonious Monk gewidmet. Der Pianist Kenny Drew junior ist neben Jamal Haynes der Solist. Dem folgt das von Ronnie Cuber arrangierte Medley Noon Night/Celia. Der Hog Callin’ Blues (im Arrangement von Jack Walrath) stammt ursprünglich vom Mingus-Album Oh Yeah; Solist ist John Stubblefield am Tenorsaxophon. Ebenfalls aus Gunther Schullers Epitaph-Produktion von 1989 stammt Started Melody, der das Album beschließt und auf dem Vernon-Duke-Standard I Can’t Get Started (1936) basiert; solistisch werden hier neben Kenny Drew und Craig Handy der Bassist Andy McKee und der Baritonsaxophonist Gary Smulyan herausgestellt.

## Titelliste

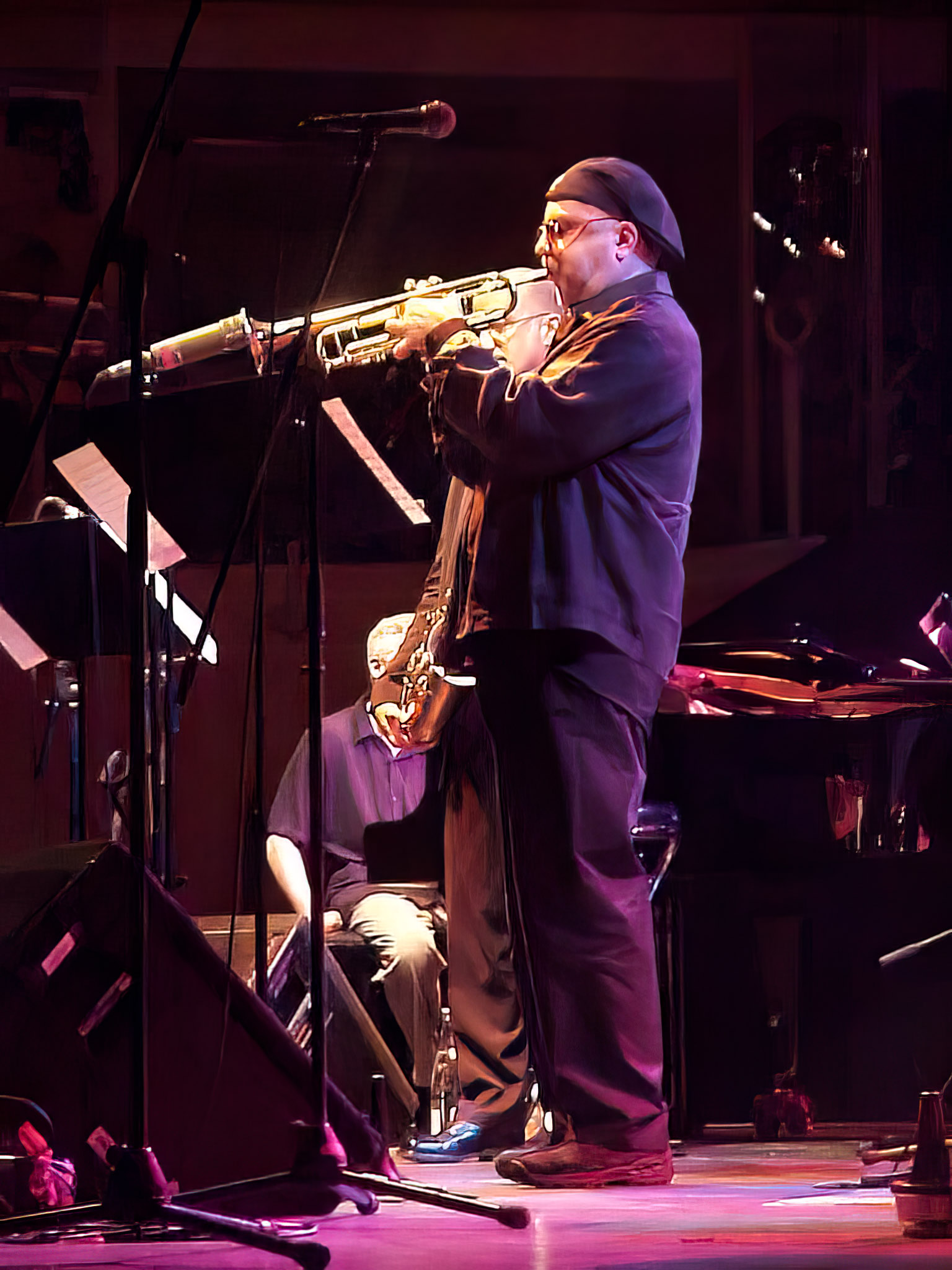
Randy Brecker in München (2001)

- Mingus Big Band: Gunslinging Birds (Dreyfus Jazz FDM 36575-2)

1. Gunslinging Birds  7:10
2. Reincarnation of a Lovebird 9:53
3. O.P (Oscar Pettiford) 4:55
4. Please Don't Come Back from the Moon (Pinky) 4:00
5. Fables of Faubus 10:00
6. Jump Monk 5:45
7. Noon Night/Celia (Medley) 2:30/5:30
8. Hog Callin' Blues 8:30
9. Started Melody 11:50

- Alle Kompositionen stammen von Charles Mingus.

## Rezeption
Die Kritiker Richard Cook & Brian Morton verliehen dem Album im Penguin Guide to Jazz lediglich drei von vier Sterne; die Autoren hoben besonders die Version von Fables of Faubus hervor. Vorbehalte haben sie gegenüber dem Spiel der Musiker, das auf dem Vorgängeralbum Nostalgia in Times Square (1993) schärfer und präziser gewesen sei.
Scott Yanow verlieh in Allmusic dem Album hingegen 4½ (von fünf) Sternen und bewunderte die Fähigkeit der Musiker, die Kompositionen des großen Bassisten zu meistern, die den Vergleich mit den Originalen bestünden. Jeder der neun Titel sei erstaunlich, sowohl hinsichtlich des reichhaltigen Ensemblespiels als auch der solistischen Beiträge; Höhepunkte des Albums seien Reincarnation of a Lovebird, Fables of Faubus (mit Philip Harper und Steve Slagle), der „explosive“ Hog Callin’ Blues (mit John Stubblefields höchst ausdrucksstarkem Tenor) und Started Medley. Das Album mache verständlich, warum die Mingus Big Band kurz danach eine Reihe von Preisen als bestes Jazzorchester gewann.
Bill Kohlhaase lobte in der Los Angeles Times, das Album fange die 15-köpfige Band in Topform ein, besonders das quicklebendige, bislang unerträgliche Feeling, das Mingus selbst aus seinen Gruppen herauszog. Vor allem Steve Slagles Arrangements (vor allem in Reincarnation of a Lovebird) mögen einen Touch von zeitgenössischer Politur haben, das im Vergleich mit den Originalen vermisst wird, doch die meisten der neun Titel seien aber gewissenhaft im Geiste des Namensgebers gehalten, bis hin zu den Unterstützungsrufen der Beteiligten.
Das Album wurde 1996 als beste Mainstream Jazz-Aufnahme von der US-amerikanischen National Association of Independent Record Distributors and Manufacturers ausgezeichnet.